# زلفة (أم الفحم)
زلفة (بالعبرية: זלפה) هي قرية عربيّة تقع في منطقةِ المُثلّث الشّمالي وتحديدًا على الجهةِ الشماليّة لجبالِ أُمِّ الفحم على ارتفاعٍ يتراوح ما بينَ 175-225 مترًا. يُحدُّها من الجهةِ الشماليّة الشرقيّة مُستوطنة غفعات عوز، ومن الجهةِ الشماليّة المجلسُ الإقليميّ مچدو والجنوبيّة الغربيّة مدينة أُمّ الفحم، وعلى بُعدِ 1,600 مترًا جنوبي زلفة مرّ الحدُّ الأُردُني الإسرائيلي حتّى عام 1967م. يبلغُ عدد سُكّانها اليوم حوالي 8,000 نسمة[بحاجة لمصدر] جميعَهُم من العربِ المُسلمون ويحملون الجنسيّة الإسرائيليّة.
حسب التقسيم الإداري الإسرائيلي فإنّ زلفة تابعة للواء حيفا، أمّا في عهدِ الإنتداب البريطاني فكانت تابعة لقضاء جنين. يُدير شُؤونها اليوم المجلس المحلي طلعة عارة (بالعبرية: מעלה עירון) (معالي عيرون) الذي يترأسهُ السيّد محمود جبارين من قريةِ زلفة. تبعدُ زلفة عن مدينةِ حيفا حوالي 40 كيلو مترًا وعن مدينةِ جنين حوالي 20 كيلو مترًا. تقع زلفة بالقُربِ من حدودِ الضفّة الغربيّة.

## التاريخ
يرجعُ تاريخ إنشاء قرية زلفة إلى ما يُقارب 300 عام، أُسّست من قبل مُهاجرون قدموا من أُمّ الفحم، يعبُد، زيتا، قبلان، كُفر كنّا. جاءَ موقعُها بارزًا عن بيئتِه، فمكَّن السُّكَّان من الدفاعِ عن أنفسِهُم، ووفر الموقع للسُكّان الماء والأرض الخصبة والمراعي الّتي شكّلت مصدرًا أساسيًّا لمعيشة السُكّان. قبل عام 1948م بُنيت مساكن القرية من الطين المُغذى بالقشِّ، حيثُ انتظمت بشكلٍ مُغلق ومُزدحم بهدفِ الحماية. ظهر التوزيع العائل، الحمائلي في توزيعِ المنازل.
حَصَلَ السُّكَّان على المياهِ من الينابيعِ القريبة بوسائلٍ بدائيّةٍ وافتقرت القرية للخدمات مثل: المدرسة، عيادة صحيّة، طُرق مُعبّدة، سُلطة محليّة، مصارف وغيرها. حَصَلَ تحوُّل في مُستوى معيشة الفرد في القريةِ في النصفِ الثاني من القرنِ الحالي، إذ خرج أبناء القرية للعملِ في المُدنِ اليهوديّة، وفي حُقولِ المُستوطنات المُجاورة مما زادَ من دخلِهُم وأكسبهم خبرات مُتعدّدة ومُتطوّرة، إستغلوها في تطويرِ حياتَهُم في مجالاتِها المُختلفة.

## الجغرافيا
تقع قرية زلفة على هضبةٍ مُستوية السطح تنحدر بشكلٍ تدريجي بإتّجاهِ مرج بن عامر الواقع في شرقِها، تتركّب الهضبة من الصخرِ الجيري الطباشيري الذي يتخلّلهُ الجير ودولوميت صلب. تتمتّع القرية بمناخِ حوض البحرُ الأبيضَ المُوسّط، وتصلُ كميةُ الأمطار بالمُعدلِ السّنويّ إلى 400-600 ملم، مُعدّل الحرارة السّنويّ 19-21 ْم. تتأثّر القرية بظاهرةِ الضّباب الّذي يُكثر حُدوثها في مرجِ بن عامر. من جهةٍ أُخرى تتعرّض القرية لظاهرةِ الندى بمُعدلِ 150-200 ليلة في السّنةِ. تكثرُ المياهُ الجوفيّة في المنطقةِ. ظهر قسمٌ منها على شكلِ ينابيعٍ بقُربِها، يتوسّط القرية أحد روافد وادي المقطع ويُعرف بإسمِ وادي زلفة وهو موسمي الجريان. إلى الشّمالِ من زلفة يمرُّ وادي موسمي آخر يُجمّع مياه ينابيع كُلّ من مُصمُص، مشيرفة والبيّاضة ويصبُّ في وادي المقطع.

## السكان
في عامِ 1922م بلغ عدد سُكّان قرية زلفة 156 شخصًا، وفي عامِ 1931م بلغ عددهم 198 شخصًا؛ منهم 96 ذكرًا و102 من الإناث، مُسلمون لهم 43 بيتًا. وفي أواخرِ عام 1945م قُدّروا بِـ 340 شخصًا. وحسب إحصائيّات عام 1961م بلغ عددهُم 480 شخصًا. وفي عامِ 1989م قُدِّر عدد السُكّان بِـ 2,059 نسمة، بكثافةٍ عامّة حتّى 50 نسمة 1كم. يتركب سُكّان القرية من سبعِ حمائل، إنقسمت إلى 365 أسرة. مُعدَّل عدد أفراد الأسرة من 5-6 نسمة/أسرة. بدأ الإستيطان في القريةِ في موقعين شكّل كُلّ منهما نواة لواحدة من حاراتها المُسميتان: الحارة الغربيّة والحارة الشرقيّة. جاء موقع الحارة الغربيّة مُنفصلاً عن الشرقيّة بواسطةِ وادي زلفة.

## العمارة والتخطيط الحضري
تحوي زلفة على مسجدين هُما جامع الفاروق في الحارةِ الغربيَة وجامع أبو عُبيدة في الحارةِ الشرقيَة، وتحوي على مدرسةٍ إبتدائيّة تقع في وادي زلفة بين الحارتين، وبناية المجلس المحلي طلعة عارة (معالي عيرون)، وصندوق المرضى كلاليت، ومُؤسّسة البريد.

### الحارة الغربية
اشتملت هذه الحارةُ على منازلٍ مُتلاصقة بُنيت من الحجارةِ والطّين الحاوي على القشِّ، فقد حَدَثَ تحوُّلٌ كبير في هذهِ الحارة مُنذُ النصف الثاني من القرن العشرين، وذلكَ نتيجةً لإزدياد عدد السُّكَّان وكذلك تحسُّن ظُروف المعيشة ودُخول تُكنولوجية البناء. قأُقيمت منازلٌ حديثةٌ على أثرِ القديمة، عُبّدت الشّوارع التي جاء قسمٌ منها على شكلِ أزقّة ضيّقة وبدأ انتشارُ المنازل بإتّجاهِ الشّمال والشّرق.

### الحارة الشرقية
أُنشئت هذه الحارة على سفحِ هضبةٍ يصلُ ارتفاعُها إلى 175 مترًا لقد حَدَثَ تغيّر في هذهِ الحارة أيضًا، إذ نجد فيها المنازل الحديثة، الشوارع المُعبّدة وكذلك انتشرت بها المباني بإتِّجاهِ الشّرق والشّمال.

## وصلات خارجية
- قرية زلفة | فلسطين في الذاكرة.
- موقع المجلس الإقليمي طلعة عارة. (بالعبرية)